# Mathieu Biazizzo
Mathieu Biazizzo, né le 11 juillet 1991 à Conflans-Sainte-Honorine, est un kayakiste français pratiquant le slalom.

## Biographie
Mathieu Biazizzo débute le canoë kayak à 7 ans à Épinal. Il est licencié au sein du club Golbey Épinal Saint-Nabord (GESN). 
Aux Championnats du monde de slalom 2013 à Prague, Mathieu Biazizzo remporte la médaille de bronze en kayak monoplace par équipes avec Étienne Daille et Boris Neveu.
Aux Championnats du monde de slalom 2014 à Deep Creek, Mathieu Biazizzo remporte le bronze en individuel derrière ses compatriotes de l'équipe de France, Boris Neveu, qui gagne l'or, et Sébastien Combot, qui gagne l'argent. Et il remporte la médaille d'or en kayak monoplace par équipes avec Sébastien Combot et Boris Neveu.
Il est médaillé d'or en kayak par équipes aux Championnats du monde de slalom 2021 à Bratislava.

### Vie privée
Mathieu Biazizzo est le compagnon de la kayakiste et céiste australo-française Jessica Fox. Depuis 2014, il s'entraîne tous les hivers en Australie.

## Palmarès

### Championnats du monde
- Championnats du monde de slalom 2021 à Bratislava
  -  Médaille d'or en K1 slalom par équipes
- Championnats du monde de slalom 2017 à Pau
  -  Médaille d'argent en K1 slalom par équipes
- Championnats du monde de slalom 2014 à Deep Creek, Maryland, USA
  -  Médaille de bronze en K1 slalom individuel
  -  Médaille d'or en K1 slalom par équipes
- Championnats du monde de slalom 2013 à Prague
  -  Médaille de bronze en K1 slalom par équipes

### Championnats d'Europe
- Championnats d'Europe de slalom 2017 à Tacen
  -  Médaille d'argent en K1 slalom par équipes